# Rodzinny interes (film 1989)
Rodzinny interes (ang. Family Business) – amerykański film fabularny z 1989 roku w reżyserii Sidneya Lumeta na podstawie powieści Vincenta Patricka.

## Fabuła
Film opowiadający konflikt pokoleń. Historia dziadka, ojca i wnuka. Dziadek Sean Connery i ojciec Dustin Hoffman mają przeszłość lumpiarsko-złodziejską. Ojciec, jako ustatkowany przedsiębiorca nie jest skory do wspomnień z przeszłości, szczególnie w obliczu syna, którego te sprawy bardzo intrygują. W końcu razem przygotowują skok – chcą skraść z ośrodka naukowego dziennik badań wraz z preparatami.